# 政治家

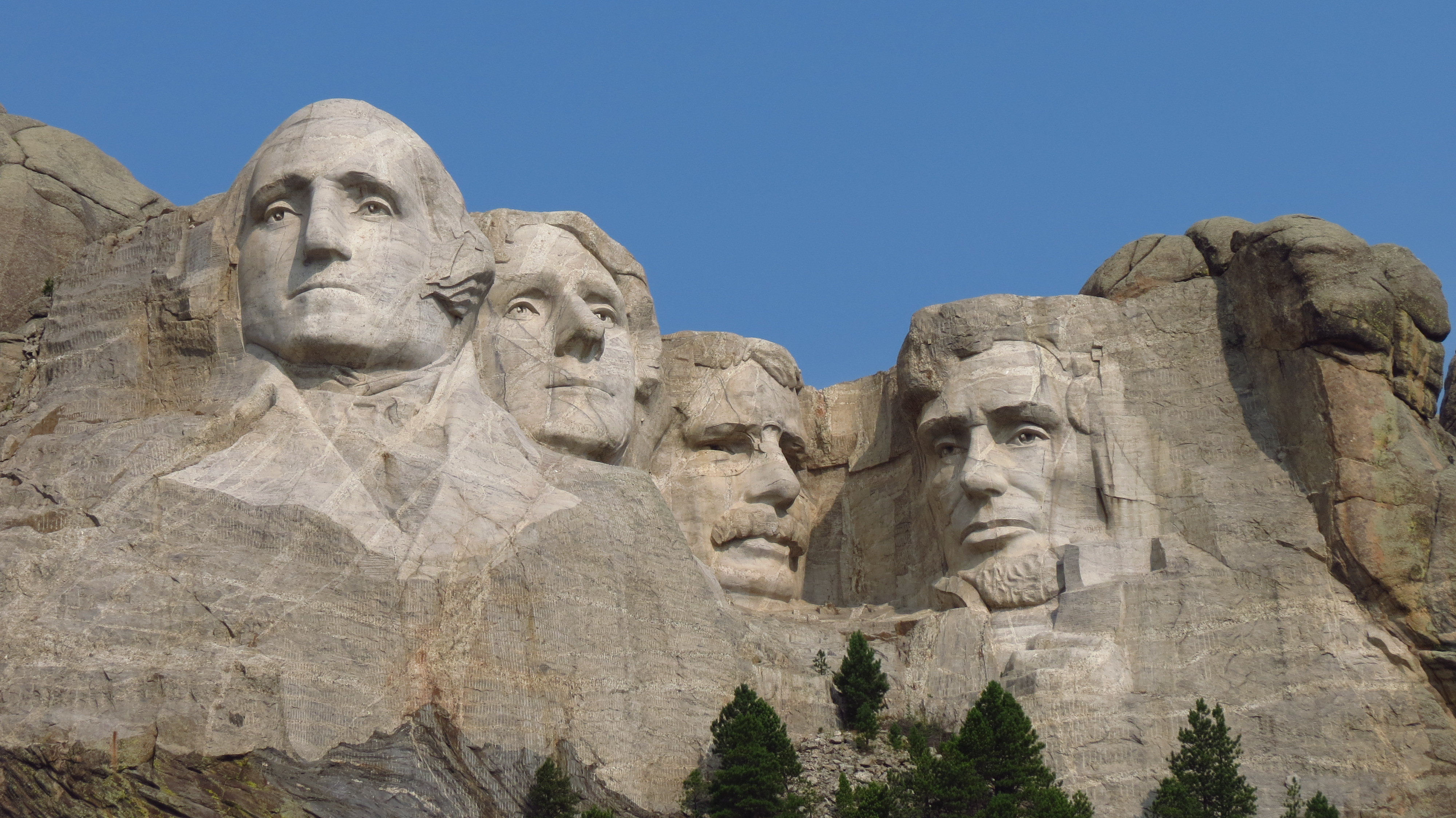
拉什莫爾山所刻出对美国影响深远的四位政治家（总统），从左到右依次是：乔治·华盛顿、托马斯·杰斐逊、西奥多·罗斯福、亚伯拉罕·林肯

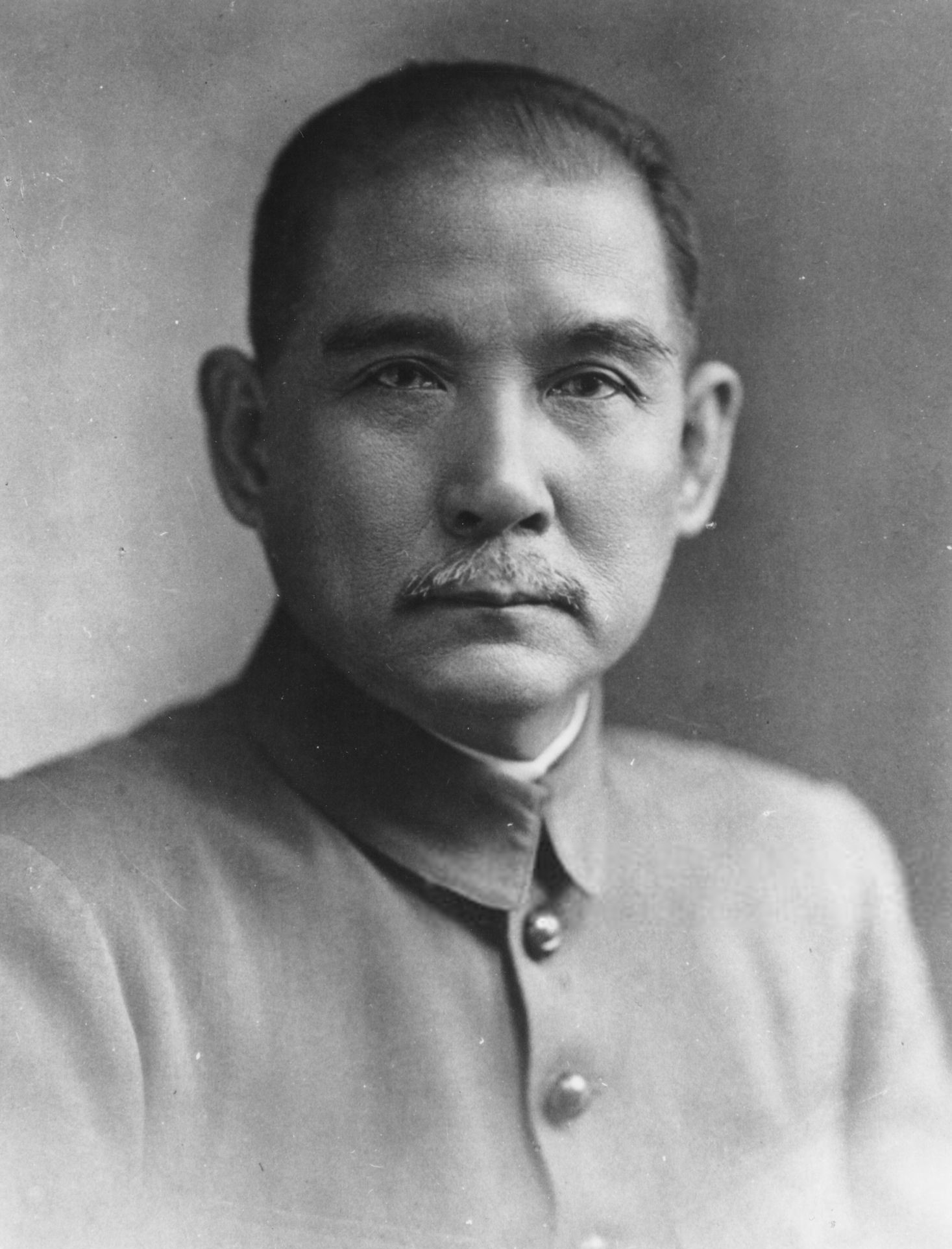
孫中山為近代中國知名政治家，對推翻滿清帝制的武昌革命有極大貢獻，為中華民國的開國元勳之一。孫中山過世後，被中華民國政府尊為國父，中華人民共和國政府則尊稱其為「中國民主革命的先行者」

政治家（英語：statesman），在中文裡是一個正面的名詞，用於正面肯定的用法，與具有貶意的「政客」一詞的用法不同。「政治家」一般是指從事或积极投入政治的政治人物，且其有理想，能為國家與人民著想，其動機著眼於民眾的福祉、世界的和平與發展。許多人確實在政治上相當有建樹，堪稱國之棟樑，或為後世之楷模。他们通常對政府管理事務非常熟練，或者在促進國民福祉及全體利益上有重大的影響力。

## 簡介
有的政治家在政府中擔任显要职务，有的則充當政府智庫的幕僚或者顧問人員，在政府擔任顯要之物的有行政、立法、司法的权力，並且於民生、財政、經濟、資訊、軍事、科學、教育、交通、文化、體育等事務上有著一定的領導力，且能做出巨大的貢獻。許多政治家即使已辭世多年，但其影響力至今仍在。
美國作家克拉克（James Freeman Clarke）認為：「政客是為了下一次的選舉，政治家卻是為了下一代。」政治人物若能為了下一代子孫的尊嚴、自主與幸福著想，才是真正的政治家；相對地，有些政治人物為了繼續保有自己的權位與利益，總是想盡辦法與用盡手段，只為了當選與連任，那就是政客了；然而也有說法指出，很多政治人物固然短視近利、不會想到未來，但其實人類社會多半是先解決當下的問題再說，而這樣做還比嚴格規劃長遠未來的發展還來得有效，絕大多數的時候政治人物是受情勢壓力影響而沒辦法考慮未來，而不是真的沒有想到未來。
而政客和政治家還有一種分類方式，政客的手段通常流於表面，易於被人民看透其劣處，而政治家所做的事通常讓人民覺得光明正大，然而實質手段卻可能比政客惡劣只是常人所無法判斷，但是政治家主要目的是改善該國或世界福祉，或行大破大立之維新；而政客為政之目的為捍衛該人或其所代表之利益團體之利益而已，因為利益所囿，政客自然不愿改新事物；但觀感好劣判斷不易，不同觀看或有不同定義，甚至會隨時代改變而有新看法。